# Haindlkarhütte

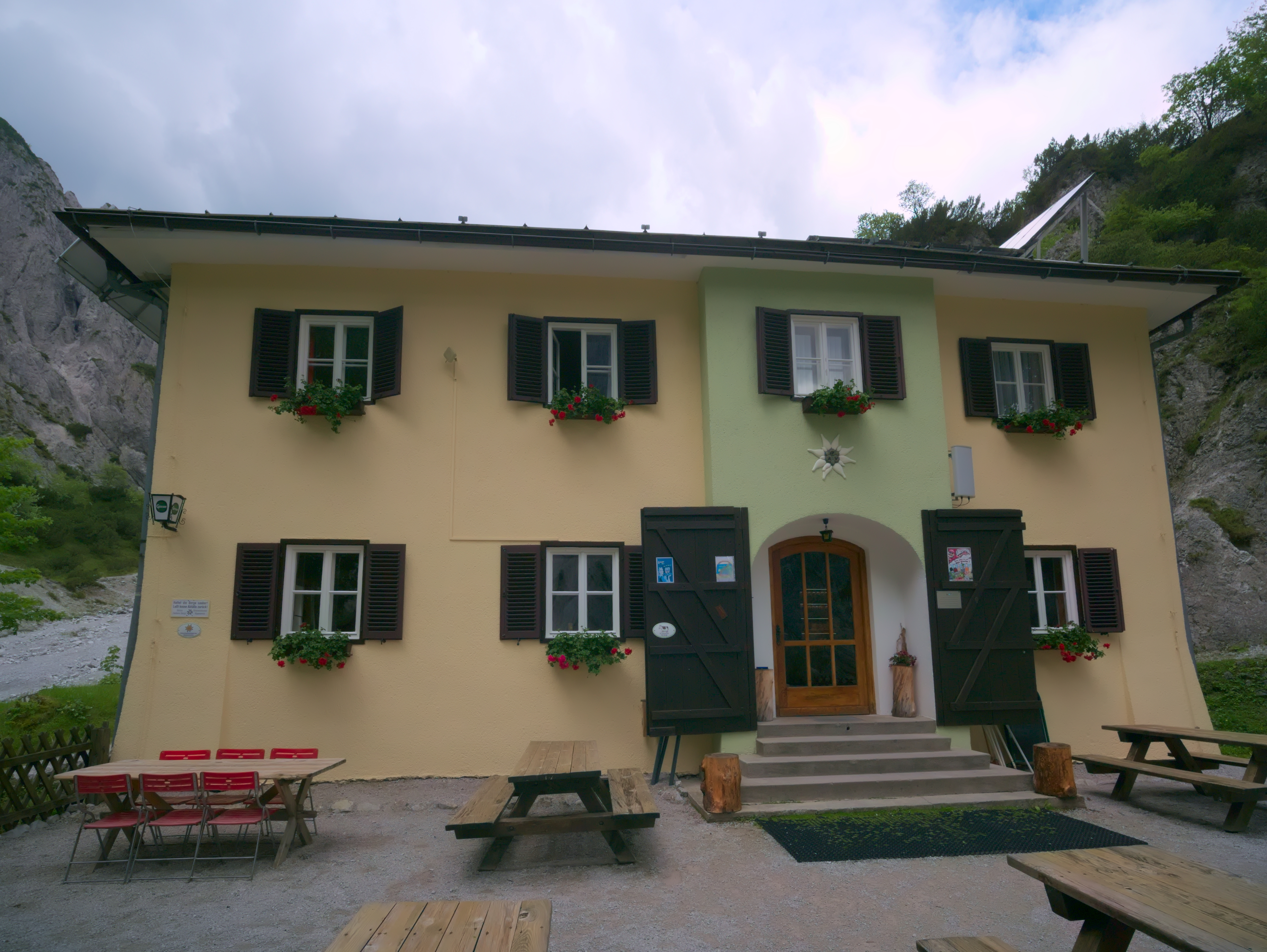
Haindlkarhütte

Die Haindlkarhütte ist eine Schutzhütte der Sektion Austria des ÖAV in den Ennstaler Alpen, im Gesäuse in der Steiermark.

## Lage
Die Haindlkarhütte liegt auf 1121 m ü. A. Höhe inmitten des Nationalparks Gesäuse. Die jetzige Hütte befindet sich am westlichen Rand des Haindlkars, nahe der Gsengscharte, und ist Ausgangspunkt für die Klettertouren auf der Nordseite des Hochtor-Ödstein-Zugs im Haindlkar und Ödsteinkar.

## Geschichte

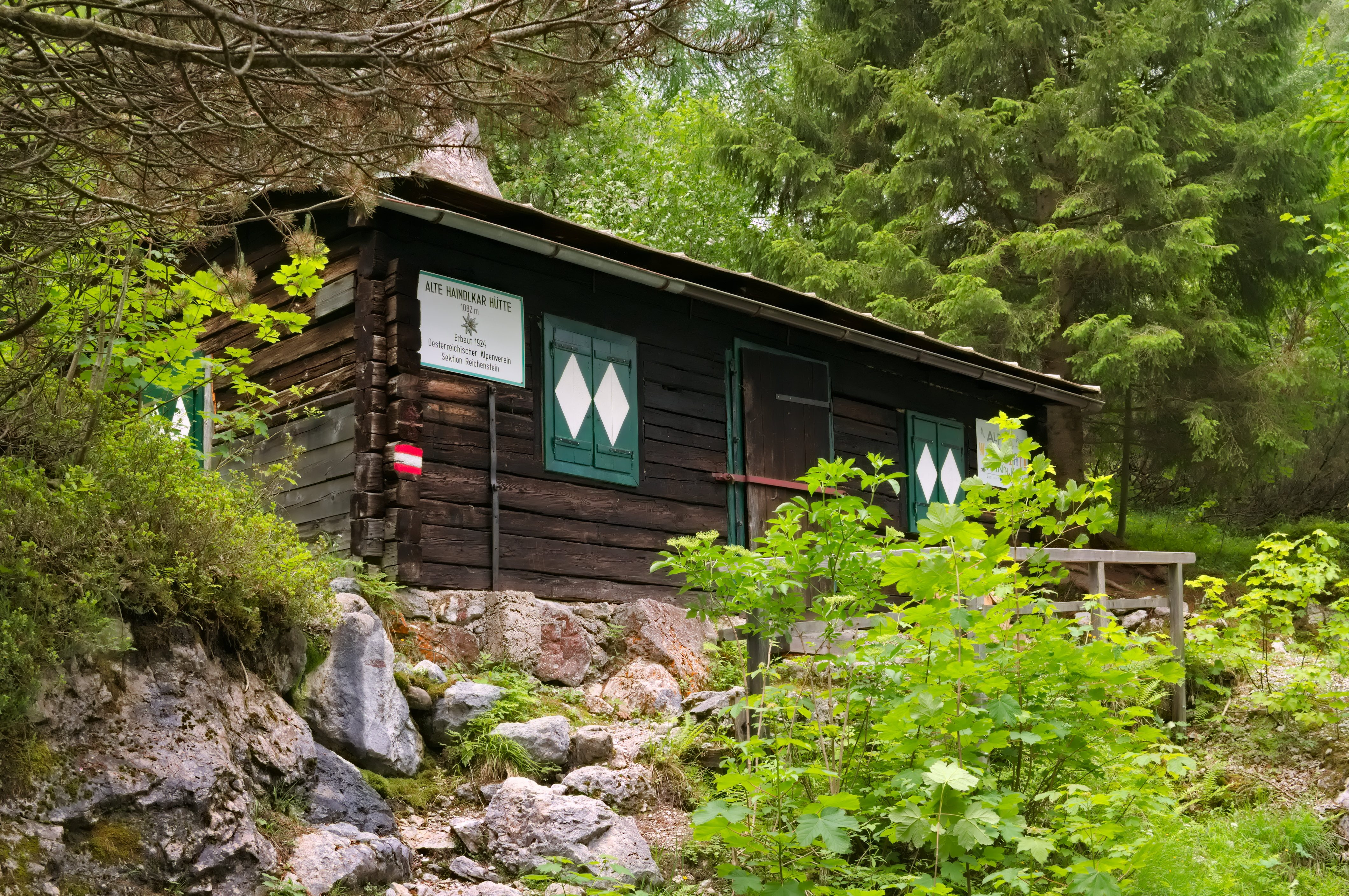
Alte Haindlkarhütte

Die Wiener Sektion Reichenstein errichtete ab 1921 erstmals im Haindlkar auf der Nordseite des Hochtor einen Stützpunkt, der 1923 eröffnet wurde. Jedoch noch im gleichen Jahr vernichtete eine Staublawine den angefangenen Bau. Ein Jahr später wurde mit der Errichtung einer neuen Hütte im Schutz eines riesigen Felsblocks („Hüttenblock“) begonnen, der heutigen „alten Haindlkarhütte“. Die anspruchsvollen Touren und die Erschließung neuer Routen, von denen einige als Marksteine der Klettergeschichte gelten, zogen immer mehr Kletterer ins Gesäuse. Die nur aus zwei Räumen bestehende Hütte wurde in den Fünfzigerjahren zu klein und war an Sommerwochenenden bis zum Zweieinhalbfachen überbelegt. 1958 wurde daher mit dem Bau der „neuen Haindlkarhütte“ begonnen, der 1960 abgeschlossen war. Die Versorgung der neuen Hütte erfolgt über eine Materialseilbahn. Von der Haindlkarhütte aus wurden ab den Sechzigerjahren neue Routen bis zum Schwierigkeitsgrad UIAA IX durch die Nordwände (eigentlich NW-Wände) gelegt.

## Anreise und Hüttenanstiege
Von Admont oder Hieflau über die Gesäuse Straße zum Haindlkar-Parkplatz (Bushaltestelle). Die Anreise ist auch mit der Bahn möglich. Der Bahnhof Gstatterboden ist 2 km vom Parkplatz entfernt. Der gewöhnliche, am häufigsten benutzte Anstieg führt vom Parkplatz markiert (Steig Nr. 658) in 1½ bis 2 Stunden zur Hütte. Eine Alternative ist der Weg aus dem Johnsbachtal über die Gsengscharte (im obersten Teil einige Stahlseile und Ketten), der aber öfter im Abstieg begangen wird.

## Klettermöglichkeiten
Die Nordwände des etwa 5 km langen Planspitze-Hochtor-Ödstein-Zugs variieren in der Höhe von ca. 600 m (Planspitze) bis 800 m (Hochtor und Ödstein). Durch sie führen unzählige Routen in allen Schwierigkeitsgraden. Der leichteste, aber teilweise steinschlaggefährdete Anstieg auf den Grat von Norden ist der wohl im 19. Jahrhundert von Jägern entdeckte sogenannte Peternpfad (Schwierigkeitsgrad UIAA II) auf die Peternscharte (ca. 3 Stunden Gehzeit). Nach einem massiven Felssturz am 25. Mai 2016 war der Peternpfad verschüttet und wurde gesperrt, ist aber inzwischen wieder größtenteils wiederhergestellt und begehbar (Stand Juli 2016).
Von der Peternscharte gelangt man rechts über den Rosskuppengrat (II+) und das Dachl auf den Hochtor, links über schrofiges Gehgelände auf die Planspitze oder geradeaus auf einem Weglein durch Latschenfelder zur Hesshütte.
Die bekanntesten klassischen Routen, noch heute nicht zu unterschätzen, sind in historischer Reihenfolge:
- der Pichlweg durch die N-Wand der Planspitze, Erstbegehung 1900 (II+) mit Zustieg von Gstatterboden oder vom Haindlkar
- in der Hochtor-Nordwand der Pfannl-Maischberger-Weg, Erstbegehung 1896 (IV) und der Jahn-Zimmer-Weg, Erstbegehung 1906 (III+), 800 m Wandhöhe,
- die Rosskuppenkante, Erstbegehung 1925 (V, A0)
- die Dachl-Nordwand: mehrere Routen von V+ bis -IX
- Peternschartenkopf-Nordwand, Erstbegehung 1933 (IV+)
- Dachl-Rosskuppen-Verschneidung, Erstbegehung 1936 (VI+, A1)
- Dachl-Diagonale, Erstbegehung 1955 (VI,A1 oder VII+)

## Übergang zu anderen Hütten
- Hesshütte über den Peternpfad, siehe oben